# Mycocepurus smithii
Mycocepurus smithii är en myrart som först beskrevs av Auguste-Henri Forel 1893.  Mycocepurus smithii ingår i släktet Mycocepurus och familjen myror. Inga underarter finns listade i Catalogue of Life.

## Bildgalleri

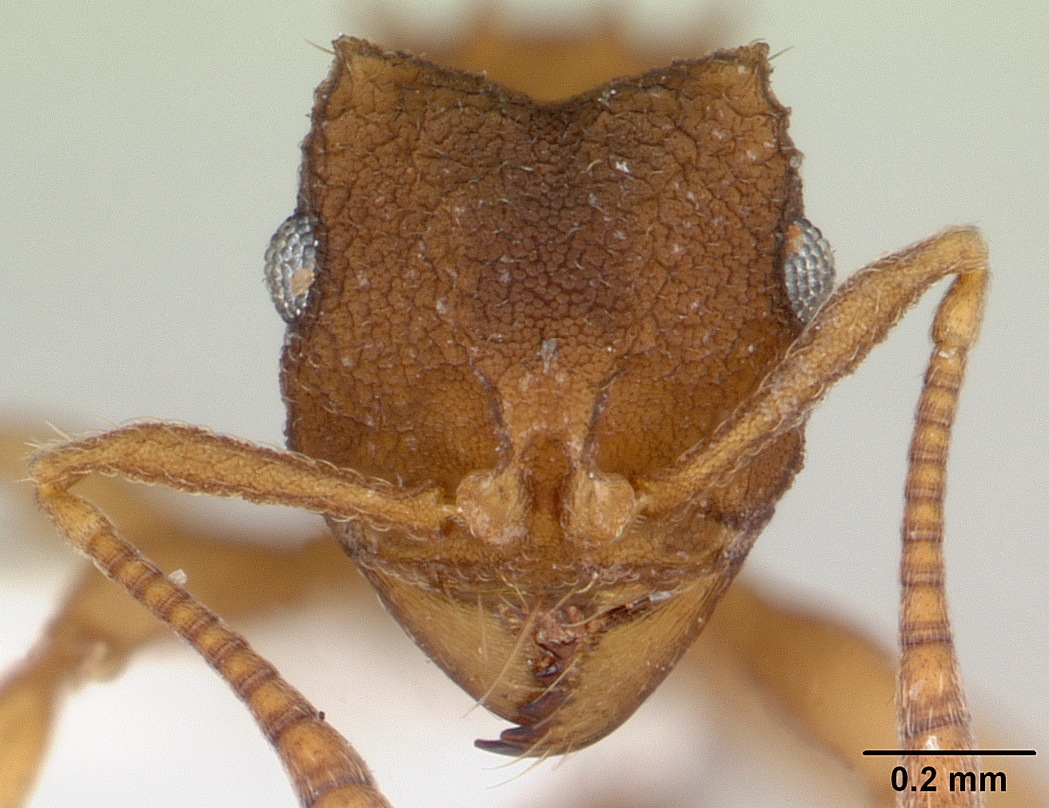
Huvud
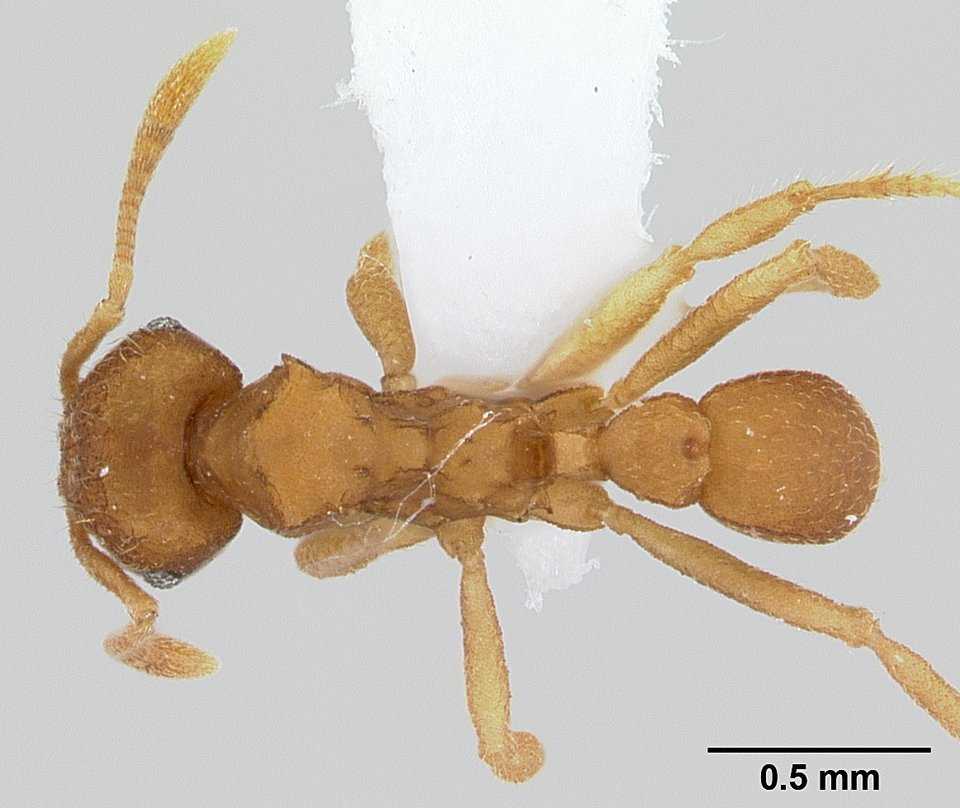
Rygg